# لوئی فان خال
آلویسیوس پائولوس ماریا «لوئیز» فان خال (به هلندی: Aloysius Paulus Maria "Louis" van Gaal؛ زادهٔ ۸ اوت ۱۹۵۱) مربی فوتبال هلندی و بازیکن سابق فوتبال است. در سطح باشگاهی، فان خال در تیم‌های آژاکس، بارسلونا، آزد آلکمار، بایرن مونیخ و منچستر یونایتد مربیگری کرد و در سه مقطع زمانی نیز سرمربی تیم ملی فوتبال هلند شد.
پیش از مربیگری، فان خال در تیم‌های رویال آنتروپ، تل‌استار، اسپارتا روتردام، آژاکس و آزد آلکمار، در موقعیت هافبک بازی کرد. پس از دوره‌ای کوتاه که در آزد آلکمار به دستیاری مشغول بود، دستیار لیو بنهاکر در آژاکس شد. در نهایت، سال ۱۹۹۱ بود که به‌عنوان سرمربی آژاکس انتخاب شد. این تیم زیرنظر فان خال توانست سه قهرمانی در لیگ هلند، جام یوفا و لیگ قهرمانان اروپا را کسب کند. در سال ۱۹۹۷ سرمربی بارسلونا شد و دو قهرمانی در لا لیگا و یک کوپا دل ری را با این تیم به دست آورد. وجود برخی اختلافات باعث شد تا فان خال بارسلونا را ترک کند.
سپس سرمربی هلند شد اما نتوانست این تیم را به جام جهانی ۲۰۰۲ برساند. پس از آن برای دومین‌بار و در تجربه‌ای کوتاه هدایت بارسلونا را برعهده گرفت. آزد آلکمار، مقصد بعدی لوئی فان خال در مربیگری بود. در این باشگاه توانست قهرمانی در اردیویسه را کسب کند. در سال ۲۰۰۹ به آلمان رفت و سرمربی بایرن مونیخ شد. در بایرن مونیخ توانست بوندس‌لیگا و جام حذفی را برنده شود و این تیم را به فینال لیگ قهرمانان اروپا برساند. بازگشت به تیم ملی هلند مقصد بعدی فن خال پس از بایرن بود. هلند در جام جهانی ۲۰۱۴ و با هدایت وی، سوم شد و به کار خود در این رقابت‌ها پایان داد. در تابستان ۲۰۱۴، به‌عنوان سرمربی منچستریونایتد انتخاب شد. تنها دستاورد او در منچستر یونایتد، کسب جام حذفی فوتبال انگلیس بود

## مربیگری

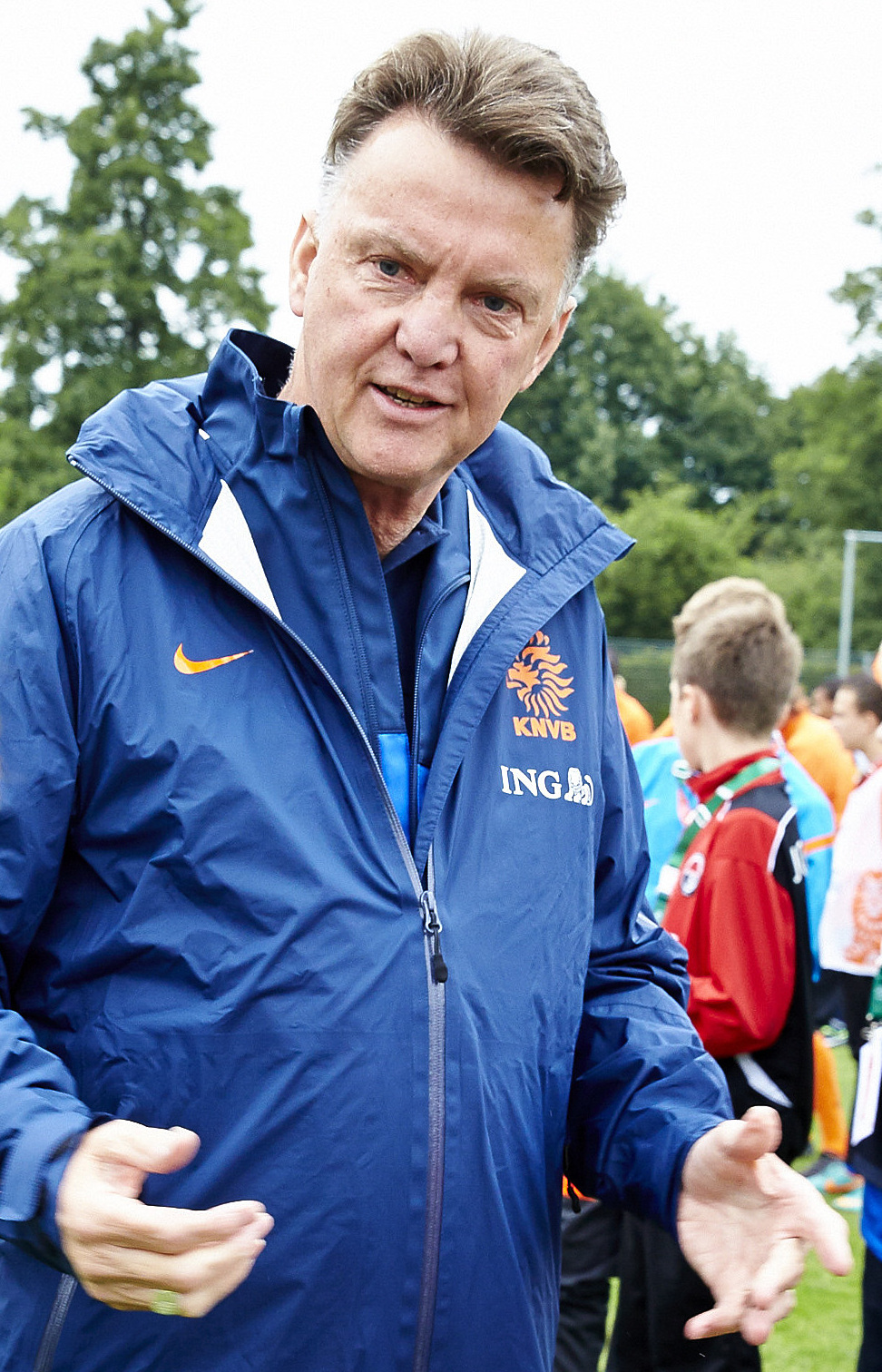
فن‌خال در سال ۲۰۱۳

### آژاکس (۹۷–۱۹۹۱)
فان خال از سال ۱۹۹۱ تا ۱۹۹۷ سرمربی آژاکس آمستردام بود. او دورانی موفق با این تیم داشت. کسب سه قهرمانی در لیگ برتر فوتبال هلند، جام حذفی در سال ۱۹۹۳، جام یوهان کرایف در سال‌های ۱۹۹۳، ۱۹۹۴ و ۱۹۹۵ از افتخارات داخلی فان خال به‌شمار می‌رود. به ویژه در فصل ۹۵–۱۹۹۴ که آژاکس در اردیویسه و لیگ قهرمانان اروپا شکست‌ناپذیر بود. در رقابت‌هایی اروپایی هم آژاکس توانست جام یوفا را در سال ۱۹۹۲ برنده شود. در ۱۹۹۵ و لیگ قهرمانان نیز، این تیم توانست میلان را در فینال شکست دهد. این تیم در ادامه و در سوپرجام اروپا مقابل رئال ساراگوسا قرار گرفت که در پایان و با پیروزی ۵–۱، یک جام دیگر به جام‌های آژاکس اضافه گردید. تیم هلندی پس از آن و در جام تویوتا که بعدها به جام بین قاره‌ای معروف شد، توانست تیم برزیلی گرمیو را در ضربات پنالتی شکست دهد. آژاکس سال بعد نیز به فینال لیگ قهرمانان راه یافت اما در ضربات پنالتی به یوونتوس باخت.

### بارسلونا (۲۰۰۰–۱۹۹۷)
در سال ۱۹۹۷، فان خال به اسپانیا رفت و پس از بابی رابسون هدایت بارسلونا را برعهده گرفت. افتخارات او در این تیم شامل دو عنوان لا لیگا، یک کوپا دل ری و همچنین یک سوپرجام اروپایی است. با وجود این موفقیت‌ها، او با رسانه‌ها درگیر بود و انتقاداتی نیز مطرح به فان خال می‌شد. یکی از مسائل این بود که وی نمی‌توانست فلسفهٔ فوتبالی خود را در بارسلونا اجرا کند و برخی از بازیکنان نیز مایل نبودند تفکرات وی را در بازی به کار بگیرند. برای نمونه، فان خال معتقد بود که ریوالدو باید در موقعیت وینگر چپ بازی کند اما ریوالدو در مخالفت با این تصمیم، عقیده داشت که باید در مرکز بازی کند که خلاف نظر سرمربی بود.
در نهایت فان خال این تیم را در ۲۰ مه ۲۰۰۰ ترک کرد. این خروج چند روز پس از ناکامی در کسب قهرمانی در لیگ بود. در آن فصل دپورتیو لاکرونیا توانست قهرمان لا لیگا شود. وی پس از آن به هلند بازگشت تا تیم ملی کشورش را در مسابقات انتخابی جام جهانی ۲۰۰۲ هدایت کند.

### منچستر یونایتد (۲۰۱۴–۲۰۱۵)
لویی فان‌خال با تیم ملی هلند به مقام سوم جام جهانی فوتبال ۲۰۱۴ رسید. سپس با قراردادی سه ساله به منچستر یونایتد پیوست. او در فصل نخست موفق عمل کرد و توانست منچستر یونایتد را به رتبه چهارم برساند و این تیم را به لیگ قهرمانان اروپا بازگرداند. اما در فصل دوم موفق عمل نکرد و از تیم اخراج شد.

## بیماری
سرمربی تیم ملی هلند در آستانه جام جهانی فوتبال ۲۰۲۲ قطر در گفت‌وگو با برنامه تلویزیونی Humerto هلند از ابتلا به بیماری پیشرفته سرطان پروستات خبر داد؛ این موضوعی است که او و خانواده‌اش از دید عموم دور نگه داشته بودند.
فن خال دلیل عدم افشای این موضوع را جلوگیری از تأثیرگذاری این موضوع روی عملکرد بازیکنانش اعلام کرد و گفت: «من فکر می‌کنم نباید چنین مسائلی را به افرادی که با آنها کار می‌کنید بگویید. چون شاید روی انتخاب‌های آنها و تصمیماتی که می‌گیرند تأثیر بگذارد.»

## افتخارات

### مربی
آژاکس
- اردیویسه: ۹۴–۱۹۹۳، ۹۵–۱۹۹۴، ۹۶–۱۹۹۵
- جام حذفی فوتبال هلند: ۹۳–۱۹۹۲
- جام یوهان کرایف: ۱۹۹۳، ۱۹۹۴، ۱۹۹۵
- لیگ قهرمانان اروپا: ۹۵–۱۹۹۴؛ نایب‌قهرمانی: ۹۶–۱۹۹۵
- جام یوفا: ۹۲–۱۹۹۱
- سوپرجام اروپا: ۱۹۹۵
- جام بین قاره‌ای فوتبال: ۱۹۹۵

بارسلونا
- لا لیگا: ۹۸–۱۹۹۷، ۹۹–۱۹۹۸
- کوپا دل ری: ۹۸–۱۹۹۷
- سوپرجام اروپا: ۱۹۹۷

آزد آلکمار
- اردیویسه: ۰۹–۲۰۰۸

بایرن مونیخ
- بوندس‌لیگا: ۱۰–۲۰۰۹
- جام حذفی فوتبال آلمان: ۱۰–۲۰۰۹
- سوپر جام فوتبال آلمان: ۲۰۱۰
- لیگ قهرمانان اروپا نایب‌قهرمانی: ۱۰–۲۰۰۹[۱۳]

منچستر یونایتد
- جام حذفی فوتبال انگلستان: ۱۶–۲۰۱۵

هلند
- جام جهانی فوتبال مقام سوم: ۲۰۱۴